# Salih Yoluç
Ahmet Salih Yoluç (Istanbul, 22 augustus 1985) is een Turks autocoureur. In 2019 werd hij kampioen in de Pro-Am Cup van de Blancpain GT Series Endurance Cup en in 2022 won hij de LMP2 Pro-Am-klasse in de European Le Mans Series.

## Carrière
Yoluç begon zijn autosportcarrière in 2015 bij Optimum Motorsport, waar hij direct de 24 uur van Dubai wist te winnen. Tevens reed hij voor Von Ryan Racing in het Britse GT-kampioenschap, waar hij de auto met Euan Hankey deelde. Aan het eind van het jaar reed hij in drie raceweekenden van de Am-klasse van de International GT Open. Samen met Hankey won hij twee races op het Circuit de Spa-Francorchamps en een race op het Autodromo Nazionale Monza.
In 2016 debuteerde Yoluç in de GT3 Le Mans Cup. Samen met Hankey won hij de races op het Autodromo Internazionale Enzo e Dino Ferrari en het Autódromo do Estoril. Hierdoor werd hij met 107 punten tweede in de eindstand. Ook reed hij met Hankey in de International GT Open, waar hij in de Pro-Am-klasse zeges op Silverstone en Monza behaalde en zodoende met 37 punten zevende werd.
In 2017 kwam Yoluç uit in zowel de Blancpain GT Series Endurance Cup als de European Le Mans Series (ELMS) voor TF Sport. In de Endurance Cup reed hij enkel de laatste drie races als teamgenoot van Jonathan Adam en Ahmad Al Harthy. Hij werd tweede in de 24 uur van Spa-Francorchamps en eindigde met 72 punten als derde in het klassement. In de ELMS kwam hij uit in de LMGTE-klasse en deelde hij de auto met Hankey en Nicki Thiim. Hij won de seizoensopener op Silverstone en stond daarnaast nog vier keer op het podium. Met 102 punten werd hij tweede in de eindstand. Tevens debuteerde hij dat jaar in de 24 uur van Le Mans, waar hij samen met Hankey en Rob Bell zevende in de LMGTE Am-klasse werd.

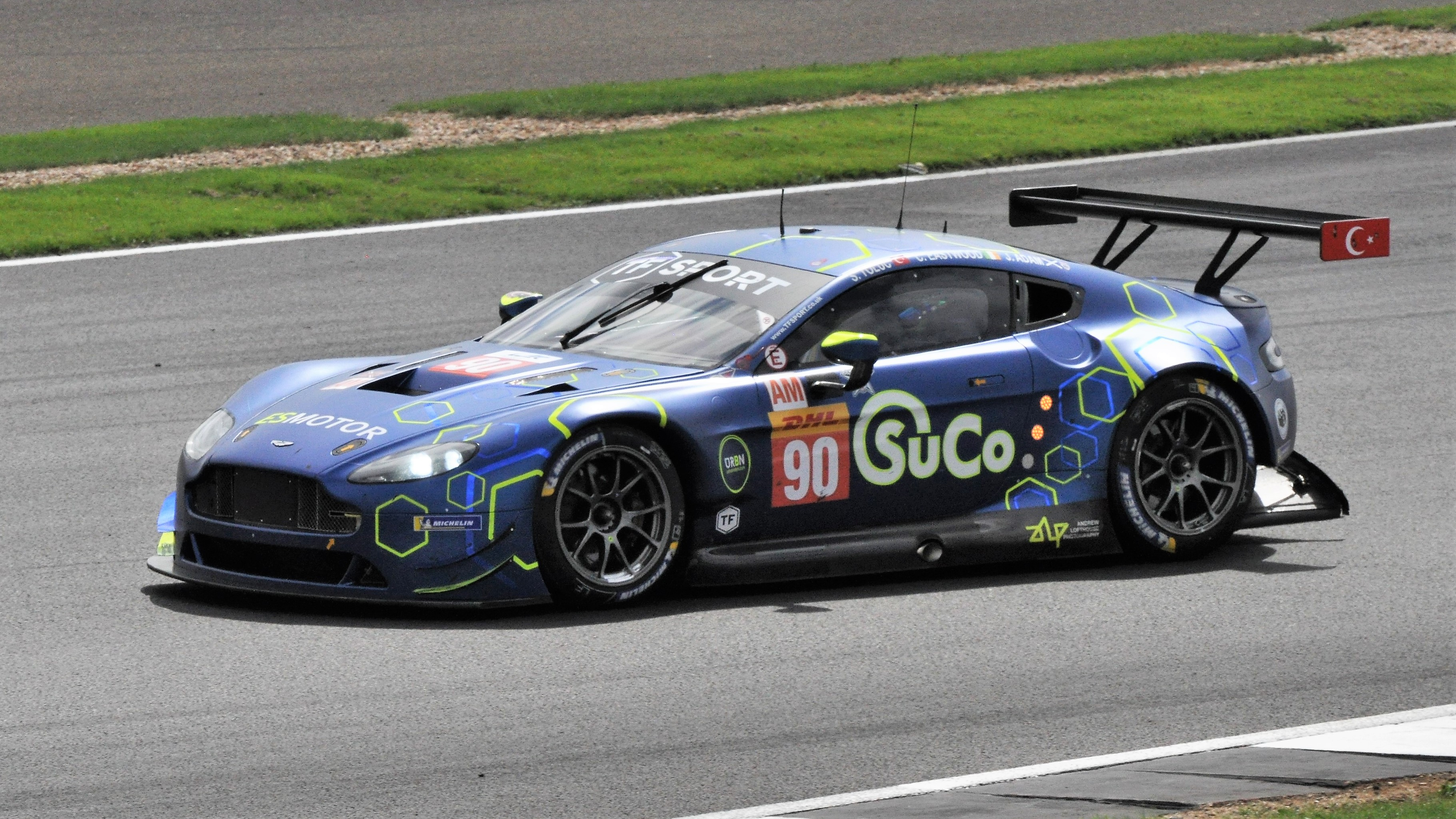
Salih Yoluç tijdens de 6 uur van Silverstone in 2018.

In het seizoen 2018-2019 reed Yoluç in het FIA World Endurance Championship (WEC). Met Hankey, Adam en Charlie Eastwood als teamgenoten behaalde hij podiumplaatsen in de 6 uur van Spa-Francorchamps 2018, de 6 uur van Silverstone, de 6 uur van Fuji en de 6 uur van Spa-Francorchamps 2019. Met 99 punten werd hij derde in de eindstand. Tevens nam hij met Hankey deel aan drie races van de Pro-Am Cup van de Endurance Cup en won hier de race op Silverstone. Aan het eind van 2018 vertegenwoordigde hij, samen met Ayhancan Güven, zijn thuisland Turkije in de FIA GT Nations Cup en behaalde hierin de zege in de hoofdrace.
In 2019 reed Yoluç samen met Al Harthy en Eastwood in een volledig seizoen van de Blancpain GT Series Endurance Cup voor het team Oman Racing with TF Sport. In de Pro-Am Cup behaalde hij de zege in de 24 uur van Spa-Francorchamps en stond hij in alle andere races op het podium. Met 122 punten werd hij gekroond tot kampioen in de klasse. Ook reed hij met Eastwood en Adam in het WEC en won hier de 6 uur van Fuji, de 4 uur van Shanghai, de Lone Star Le Mans en de 24 uur van Le Mans. Met 154 punten werd hij tweede in de eindstand. In de FIA Motorsport Games nam hij deel aan de GT Cup, waar hij samen met Güven voor Turkije twaalfde werd. In 2020 keerde hij terug in de International GT Open. Samen met Eastwood won hij races op het Circuit Paul Ricard, de Red Bull Ring en het Circuit de Barcelona-Catalunya, waardoor hij met 112 punten als tweede in het klassement eindigde.
In 2021 keerde Yoluç terug in de ELMS, waar hij met Eastwood en Harry Tincknell in de LMP2 Pro-Am-klasse reed. Hij won de race op Paul Ricard en stond ook op de Red Bull Ring en Monza op het podium. Met 70 punten werd hij vierde in het eindklassement. In 2022 reed hij voor het eerst in het formuleracing en kwam hij voor Pinnacle Motorsport uit in het Formula Regional Asian Championship. Hij kwam in aanmerking voor de Masters Cup voor coureurs ouder dan 35 jaar. Hij behaalde hierin vijf zeges, waardoor hij met 263 punten achter Khaled Al Qubaisi tweede werd. Vervolgens keerde hij terug naar de LMP2 Pro-Am-klasse van de ELMS, waar hij de auto met Eastwood en Jack Aitken deelde. Hij won viermaal op Paul Ricard, Imola, Spa-Francorchamps en het Autódromo Internacional do Algarve en werd met 131 punten gekroond tot kampioen.

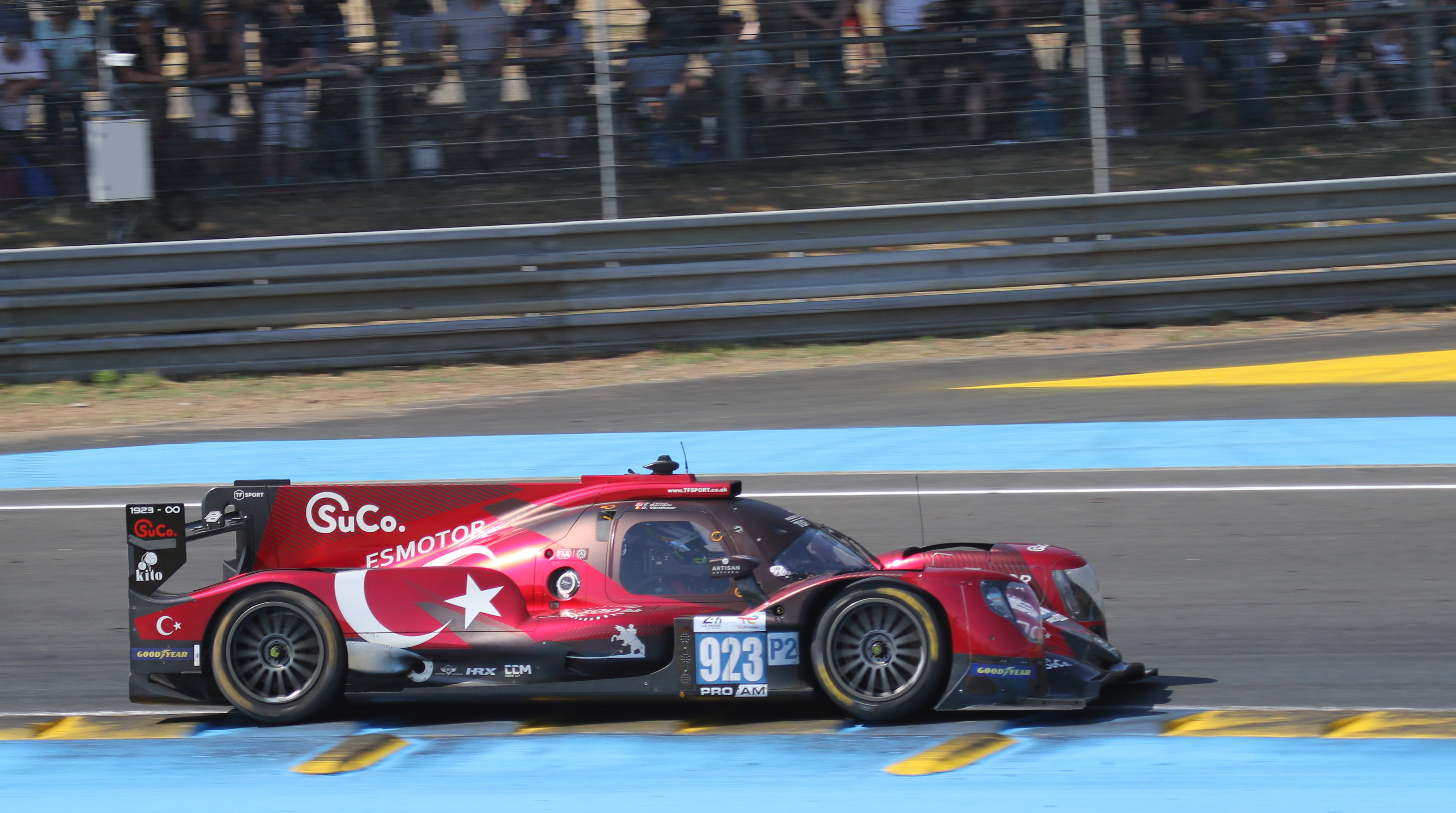
Salih Yoluç tijdens de 24 uur van Le Mans in 2023.

In 2023 begon Yoluç het seizoen in de Asian Le Mans Series (ALMS), waarin hij voor DKR Engineering met Eastwood en Güven de auto deelde. In de LMP2-klasse won hij eenmaal op het Yas Marina Circuit en stond hij in alle andere races op het podium, waardoor hij met 76 punten kampioen werd. Vervolgens keerde hij terug in de ELMS, waar hij voor Racing Team Turkey de auto met Eastwood en Louis Delétraz deelde. Hij won de twee openingsraces op Barcelona en Paul Ricard en werd met 94 punten derde in de eindstand. Tevens nam hij voor het eerst in drie jaar deel aan de 24 uur van Le Mans en deelde hier de auto met Tom Gamble en Dries Vanthoor, maar na 87 ronden moest hij uitvallen vanwege problemen met de ophanging van zijn auto.
In 2024 begon Yoluç wederom in de ALMS, waar hij samen met Eastwood en Michael Dinan achtste in de eindstand werd. Vervolgens debuteerde hij in de GT World Challenge Europe Sprint Cup, waar hij met Eastwood voor Racing Team Turkey reed, en in het IMSA SportsCar Championship, waar hij samen met Rui Andrade en Scott Andrews voor Lone Star Racing uitkwam.